# エンプレス/運命の戦い
『エンプレス/運命の戦い』（原題:江山美人、英題:AN EMPRESS AND THE WARRIORS）は2008年の香港・中国合作映画。歴史アクション。

## あらすじ
古代中国において十国が争っていた。その内の燕の国と趙の国の戦いで、燕王は矢に射られて重傷を負ってしまう。燕王は王位を雪虎に譲ると言った。このことに憤りを感じた胡覇は人目のない時に燕王にとどめを刺してしまう。そして燕飛児の暗殺を企てる。燕飛児は一人の時に暗殺部隊に襲撃を受けて毒矢をくらってしまう。そこを通りかかった段蘭泉に助けられる。段蘭泉の懸命な手当てによって燕飛児は回復する。傷が治るまで共に過ごすうちに二人は恋に落ちる。段蘭泉は人々が戦争ばかりしていることを嘆き、山奥に一人で暮らしていた。人が乗れるほどの大きな天灯（気球）を夢見て作っていた。段蘭泉に「命を大切に」と説かれた燕飛児は、その後探しに来た雪虎と再会する。段蘭泉は燕飛児が王女であることを知らなかった。趙が燕に襲来してきたが胡覇は自分を王に即位させないと兵は出さないという。仕方なく少数の軍で迎え撃ち、ついに趙王を追い詰めた。その時燕飛児は「争いなど無意味だ」と言い趙王の命を奪わなかった。趙の撤退後、二豹は降格され胡覇は追放処分となった。燕飛児は王位を放棄して段蘭泉のもとへ行く。ついに2人で天灯に乗ることができ、一緒に暮らすことになった。胡覇は謀反を起こした。雪虎が段蘭泉に燕から逃げろと知らせている間に、胡覇は城を乗っ取り伯常を斬首してしまう。城に到着した雪虎は「飛燕剣（王位の証）を持って逃げるように」と自分の部下に強制的に脱出させられる。そしてまた燕飛児たちの家も襲われ、段蘭泉は燕飛児に自分の素性と燕国の危機を教える。雪虎は部下がほとんど討たれてしまったため一人で胡覇軍に挑む。猛将ぶりを発揮するも最後には取り囲まれて討たれてしまった。燕飛児が戻ってきて胡覇と一騎討ちをし、かろうじて彼をたおす。家では段蘭泉は毒矢に当たり既に亡き人となっていた。亡骸は天灯に乗せられ空を飛んでいった。燕飛児は新国王となり雪虎に昭烈剣士の称号を与え、他国と争わないことを宣言する。

## 登場人物
雪虎（ドニー・イェン、吹替 加藤亮夫）
燕王の義理の息子。将軍。幼い頃に燕飛児にもらったお守りの石を今でも大切に持っている。
燕飛児（ケリー・チャン、吹替 甲斐田裕子）
燕王の娘で王女。雪虎の妹に当たる。
段蘭泉（レオン・ライ、吹替 宮本充）
山奥に一人で暮らす男。10年前に十国に恐れられた朔月戦士の生き残り。
胡覇（グオ・シャオドン〈郭曉冬〉、吹替 桐本琢也）
燕王の甥。野心家。
伯常（コウ・ジェンハイ〈寇振海〉、吹替 牛山茂）
雪虎の仲間。
燕翔天
燕の国の王。
二豹
胡覇の仲間。
趙武
趙の国の王。
趙王の息子

## スタッフ
- 監督・武術指導:チン・シウトン
- 製作総指揮:リー・クォックヒン、エリック・ツァン、ドン・ユードン
- 製作:クラウディア・チョン
- 監督補佐:イップ・ワイマン

## 主題歌
- 『隨夢而飛』 (Flying with dreams)
- 歌：レオン・ライ、ケリー・チャン
- 作曲：雷頌德
- 作詞：林夕

## DVD
- 提供:ポニーキャニオン、TWIN
- 発売・販売元:ポニーキャニオン
- 本編95分
- 字幕翻訳:荒木慎也
- 吹替翻訳:税田春介